# Brug van Wheatstone

Brug van Wheatstone

De brug van Wheatstone is een elektrische brugschakeling, die in een meetinstrument kan worden gebruikt voor een elektrische weerstand. De schakeling is in 1833 door Samuel Hunter Christie ontwikkeld en in 1843 door Charles Wheatstone verbeterd. Omdat de meting gebaseerd is op een nuldetectie kunnen nauwkeurige metingen worden verricht, in de orde van 0,01 tot 0,05% voor weerstandswaarden boven de 1 ohm.

## Werking
De werking berust op het in evenwicht brengen van de twee takken van de brug waarvan er een de component bevat met de onbekende weerstand. In de figuur is {\displaystyle R_{x}} de onbekende weerstand. {\displaystyle R_{1},\ R_{2}} en {\displaystyle R_{3}} zijn weerstanden waarvan de waarden bekend zijn. De weerstand {\displaystyle R_{2}} is variabel gemaakt door toepassing van een schuifweerstand of decadebank. Deze weerstand wordt zo ingesteld dat de brug in evenwicht is en er geen stroom meer door de galvanometer {\displaystyle V_{G}} loopt. Op dat moment is de spanning tussen de middelpunten {\displaystyle B} en {\displaystyle D} gelijk aan nul. Het gevolg is dat de verhouding {\displaystyle R_{2}/R_{1}} in de bekende tak gelijk is aan de verhouding {\displaystyle R_{x}/R_{3}} in de tak met de onbekende weerstand {\displaystyle R_{x}}. De waarde van de onbekende weerstand kan uit de gelijkheid van deze verhoudingen worden bepaald: 
{\displaystyle R_{x}=R_{3}\cdot {\frac {R_{2}}{R_{1}}}}
Indien de brug uit evenwicht is, zal de richting van de stroom in de galvanometer aangeven of {\displaystyle R_{2}} te groot of te klein is.

## Afleiding

Stroomgang bij een brug in evenwicht

Als de brug in evenwicht is, zijn de potentialen op de punten {\displaystyle D} en {\displaystyle B} aan elkaar gelijk. Als we de stroom door de linker tak {\displaystyle i_{1}} noemen en die door de rechter tak {\displaystyle i_{2}}, dan is in dat geval 
{\displaystyle U_{\mathrm {DA} }=U_{\mathrm {BA} }\Rightarrow i_{1}R_{1}=i_{2}R_{3}}
en
{\displaystyle U_{\mathrm {CD} }=U_{\mathrm {CB} }\Rightarrow i_{1}R_{2}=i_{2}R_{x}}
Delen van de laatste vergelijking door de eerste geeft
{\displaystyle {\frac {R_{2}}{R_{1}}}={\frac {R_{x}}{R_{3}}}},
dus
{\displaystyle R_{x}={\frac {R_{2}}{R_{1}}}R_{3}}

## Andere brugschakelingen

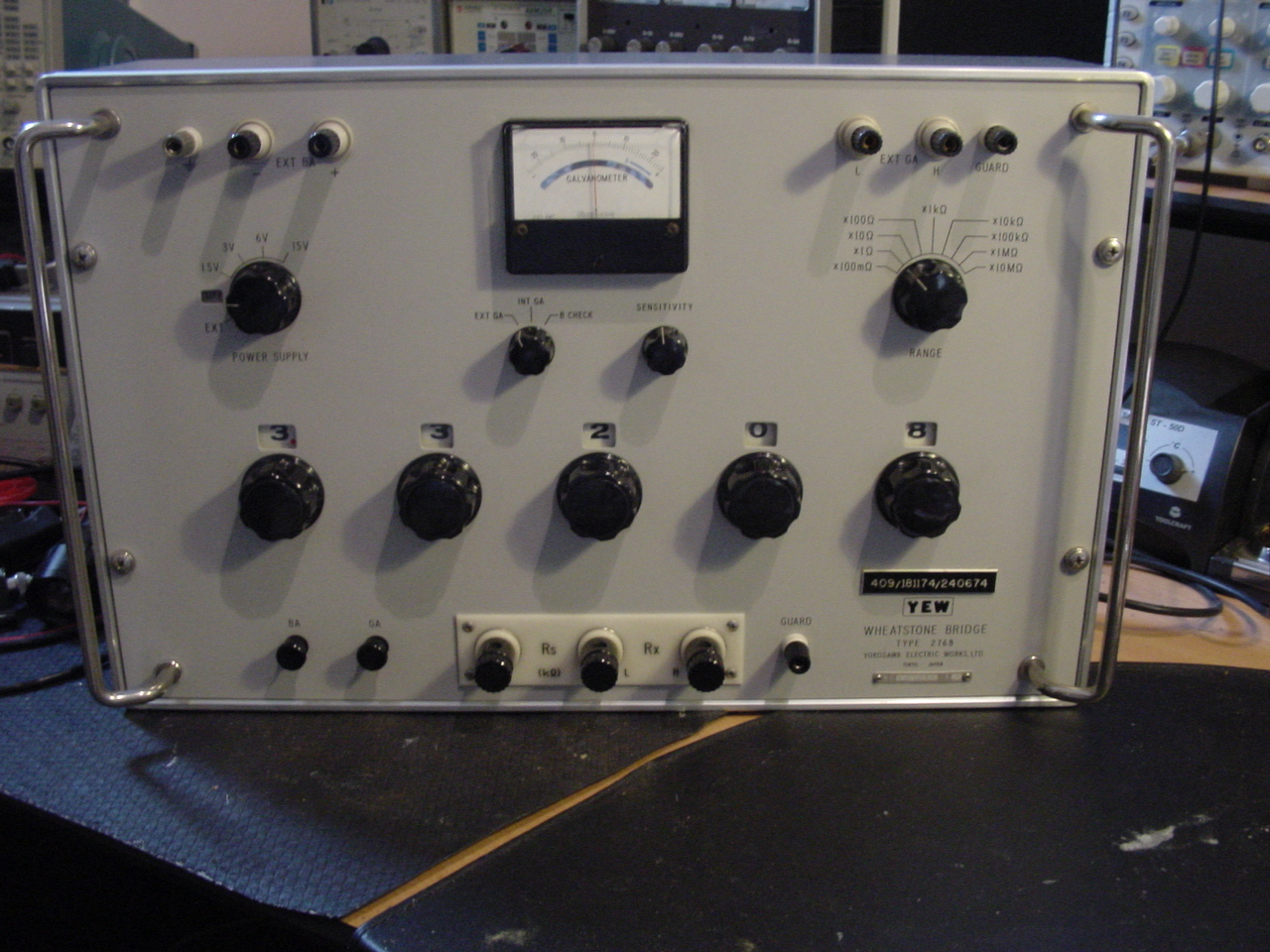
Brug van Wheatstone als meetinstrument

De brug van Thomson is een verfijning van de brug van Wheatstone waarbij de invloed van de bedrading en van de overgangsweerstanden wordt geëlimineerd. Ze wordt aangewend voor het nauwkeurig meten van kleine weerstandswaarden.
- brug van Maxwell of Owen voor de zelfinductie van spoelen
- brug van De Sauty of de brug van Schering voor de elektrische capaciteit van condensatoren
- brug van Wien voor frequenties

Graetz ·
H-brug ·
Hay ·
Maxwell ·
De Sauty ·
Schering ·
Thomson (Kelvin) ·
Wheatstone ·
Wien